# Maria Amélia Perdigão Sampaio
Maria Amélia Perdigão Sampaio (Tamboril, 20 de Maio de 1877 - Palmácia, 3 de Junho de 1952) foi uma professora brasileira. 

## Biografia
Era de tradicional família de educadores do Baixo-Jaguaribe (Russas), sendo filha de João Floriano Delgado Perdigão, primeiro professor de Tamboril. Sua parte materna pertencia a duas tradicionais famílias cearenses, Feitosa e Mourão). Sua mãe chamava-se Amélia, familiarmente conhecida como Mamãe Mimosa. Nasceu, Dona Maria Amélia Perdigão, em Tamboril, no Sertão Central, aos 20 de maio de 1877, vindo, com a transferência de seu pai, residir em Fortaleza, na Rua da Cachorra Magra, atualmente Rua Marechal Deodoro (Centro). Iniciou as primeiras letras no Instituto Imaculada Conceição, dirigido pelas irmãs de São Vicente de Paulo (hoje Colégio Imaculada). Com a criação da Escola Normal, para aí transferiu-se, onde se diplomou como professora em 19 de setembro de 1896.
Em 1897, a recém formada Maria Amélia Perdigão é nomeada professora para a então Vila de Palmeiras, distrito de Maranguape. Uma comitiva  dirigida pelo Capitão Agostinho Gomes da Silveira foi recebê-la na Estação Ferroviária de Maranguape, de onde partiu acompanhada por mais de 30 cavaleiros. 
Chegando em Palmeiras, passa a lecionar em sua própria casa e tornando-se a primeira professora pública de Palmácia. Em razão de sua chegada à Palmeiras, o lugarejo foi elevado pelo Governo Republicano à categoria de município com a denominação de Silva Jardim, contudo o município não chegou a ser instalado.
Amélia passa a desempenhar um papel primordial na formação dos habitantes de Palmeiras e na catequese cristã, levando à educação aos mais pobres e humildes, e apesar de toda dificuldade, conseguiu iniciar de fato a educação formal Palmaciana. Por todo seu esforço para o progresso da região, foi homenageada com o nome da Escola Estadual de Ensino Médio (EEEM) Maria Amélia Perdigão Sampaio, e com o monumento "Marco do Centenário da Educação Formal Palmaciana" situado no Centro da cidade. 
Casou-se com Pedro Sampaio de Andrade Lima, farmacêutico e filho de Joaquim de Almeida Sampaio com quem teve 5 filhos:
- Maria Florinda Sampaio, professora e líder política da Liga Eleitoral Católica (LEC) [6]
- Atanásio Perdigão Sampaio, primeiro prefeito de Palmácia, empresário,delegado especial e subprefeito de Maranguape.
- Pedro Perdigão Sampaio, sacerdote católico.
- Maria Dolores Sampaio, professora e educadora.
- Edgar - faleceu jovem

Em 3 de junho de 1952, Maria Amélia faleceu na sua própria residência, na qual viveu por toda sua vida.